# Hetton-le-Hole
Hetton-le-Hole est une ville anglaise intégrée à la cité de Sunderland, dans le comté de Tyne and Wear, au nord-est du pays.
Au recensement de 2001, sa population était de 14 402 habitants.

## Personnalités liées à la ville
- Bob Paisley (1919-1996), footballeur anglais, y est né.